# Gustavo Espinosa
Gustavo Espinosa (Treinta y Tres, 1961) es un escritor, docente y músico uruguayo.

## Biografía
Es docente de literatura en la educación secundaria de su ciudad natal, donde reside desde 1986.
Ha hecho crítica literaria y cultural en varios medios de su país, incluyendo La República, Posdata, El Observador, Brecha y Caras y Caretas.
Es también músico, habiendo integrado varias bandas de blues y rock. Actualmente forma parte de Gustavo Espinosa y los pisapapeles.
Escribió su primera novela, China es un frasco de fetos, entre 1987 y 1991. Fue publicada en 2001, después de ganar el premio Posdata de novela del año anterior.
En 2009 se editó su libro de poemas Cólico Miserere, ganador del premio Fondos Concursables del Ministerio de Educación y Cultura, y se publicó Carlota podrida, novela que recibe el premio Nacional.
En 2011 publicó Las Arañas de Marte, que recibió el premio Bartolomé Hidalgo en la categoría narrativa al año siguiente. Volvería a recibir ese premio en 2016 por su novela Todo termina aquí.
En 2020 publica "La Galaxia de Góngora".

## Obras publicadas
- 2001, China es un frasco de fetos (novela), H editores.
- 2009, Cólico miserere (poemas), editorial Trilce.
- 2009,  Carlota podrida (novela), editorial HUM.
- 2011, Las arañas de Marte (novela), editorial HUM (Premio Bartolomé Hidalgo 2017)[8]
- 2016, Todo termina aquí (novela), editorial HUM.
- 2020, La Galaxia Góngora (novela), editorial HUM.[9]